# Liparis seidenfadeniana
Liparis seidenfadeniana är en orkidéart som beskrevs av Dariusz Lucjan Szlachetko. Liparis seidenfadeniana ingår i släktet gulyxnen, och familjen orkidéer. Inga underarter finns listade i Catalogue of Life.